# Osvaldo Olguín Zapata
Osvaldo Opelio Olguín Zapata (Los Andes, 30 de enero de 1931-Santiago, 26 de abril de 2018) fue un médico cirujano y político chileno.

## Biografía
Hijo de Mariano Ernesto Olguín Valdés y Isaura Zapata Zapara. Casado con Elena Palma Torrealba.
Educado en el Instituto Chacabuco y en el Liceo de Los Andes. Pasó a la Universidad de Chile, donde se graduó de médico cirujano en 1959, con la tesis que versaba en Incidencia del glaucoma en la población escolar de Santiago. Se especializó como médico ginecólogo-obstetra, en la Universidad de Chile (1974-1977).
Desempeñó su profesión en San Antonio (1958) y como subdirector del Hospital de Calama. Colaboró como médico de diversos sindicatos obreros salitreros. Fue médico obstetra y ginecólogo del Hospital de El Salvador, de Santiago (1957-1983) También fue médico de la Cruz Roja (1974-1979)
Fue socio del Club de Leones (1980).

## Actividades políticas
- Militante de la Falange Nacional desde 1947.
- Socio Fundador de la Democracia Cristiana (1957).
- Regidor de la Municipalidad de Calama (1959-1962).
- Alcalde de Calama (1962-1968).
- Senador por Tarapacá y Antofagasta (1969-1977); figuró como miembro de la comisión permanente de Salud Pública y la de Obras Públicas.
- Vicepresidente Nacional de la Democracia Cristiana (1970-1971).

El golpe de Estado del 11 de septiembre de 1973, puso término anticipado al período legislativo por medio del Decreto Ley N° 27, del 21 de septiembre de 1973, el cual disolvió el Congreso Nacional.

## Historia electoral

### Elecciones parlamentarias de 1969
- Elecciones parlamentarias de 1969, para la 1ª Agrupación Provincial, Tarapacá y Antofagasta.

| Candidato                    | Partido | Votos  | %     | Resultado |
| ---------------------------- | ------- | ------ | ----- | --------- |
| Juan Luis Maurás Novella     | PN      | 7021   | 5,41  |           |
| Manuel Feliú Justiniano      | PN      | 3044   | 2,35  |           |
| Victor Contreras Tapia       | PC      | 18 229 | 14,05 | Senador   |
| Luis Valente Rossi           | PC      | 25 620 | 19,75 | Senador   |
| Ramón Silva Ulloa            | USOPO   | 13 880 | 10,70 | Senador   |
| Jonás Gómez Gallo            | PR      | 10 684 | 8,24  |           |
| Hugo Calderón Campusano      | PR      | 2575   | 1,99  |           |
| Esteban Tomic Romero         | PR      | 186    | 0,14  |           |
| Eduardo Long Alessandri      | PS      | 1732   | 1,34  |           |
| Alejandro Soria Varas        | PS      | 2230   | 1,72  |           |
| Pedro Véliz Araya            | PS      | 321    | 0,25  |           |
| Arnoldo Wunkhaus Ried        | PS      | 579    | 0,45  |           |
| Bosco Parra Alderete         | PDC     | 5715   | 4,41  |           |
| Pedro Muga González          | PDC     | 3177   | 2,45  |           |
| Osvaldo Olguín Zapata        | PDC     | 7585   | 5,85  | Senador   |
| Santiago Gajardo Peillard    | PDC     | 5846   | 4,51  |           |
| Juan de Dios Carmona Peralta | PDC     | 16 856 | 13,00 | Senador   |